# Brachystegia glaucescens
Brachystegia glaucescens är en ärtväxtart som beskrevs av Burtt Davy och John Hutchinson. Brachystegia glaucescens ingår i släktet Brachystegia och familjen ärtväxter. Inga underarter finns listade i Catalogue of Life.

## Bildgalleri

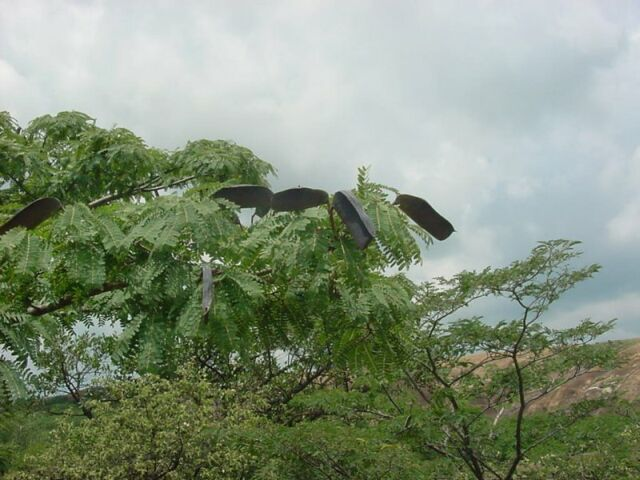